# Atractocerops sumartrensis
Atractocerops sumartrensis är en tvåvingeart som först beskrevs av Townsend 1927.  Atractocerops sumartrensis ingår i släktet Atractocerops och familjen parasitflugor. Inga underarter finns listade i Catalogue of Life.